# Ustawa o przeciwdziałaniu narkomanii
Ustawa z dnia 29 lipca 2005 r. o przeciwdziałaniu narkomanii − polska ustawa uchwalona przez Sejm RP, regulująca kwestię zwalczania nielegalnej produkcji i dystrybucji narkotyków oraz terapii psychiatrycznej dla osób uzależnionych od środków odurzających.
Ustawa zawiera przepisy o odpowiedzialności karnej za  wytwarzanie i rozpowszechnianie narkotyków. Do ustawy dołączono wykazy środków odurzających z ich klasyfikacją. Od 21 sierpnia 2018 r. wykaz substancji zgodnie z ustawą znajduje się w rozporządzeniu ministra właściwego do spraw zdrowia
Ustawa z 2005 r. zastąpiła starszą ustawę z 24 kwietnia 1997 roku (Dz.U. z 2003 r. nr 24, poz. 198). Od 2005 roku była ona wielokrotnie zmieniana (np. w związku z aktualizacjami list związków) i nowelizowana.